# Comtat de la Roche (Lorena)
El comtat de La Roche fou una jurisdicció feudal de la Baixa Lotaríngia, una part de l'antic comtat de les Ardennes.
El comtat de les Ardennes havia estat dividit el 870 en un comtat septentrional, a la dreta del riu Ourthe, i un comtat meridional, a l'esquerra del mateix riu. El comtat a l'esquerra tenia per centre Bastogne. La Roche, situada a la riba esquerra de l'Ourthe, apareix a l'inici del segle XI a mans del comte Goteló de Bastogne. Va morir el 1028 ou poc després deixant una sola filla, Cunegunda, que va acabar els seus dies com a reclosa a l'abadia de Saint-Hubert. Els seus béns havien estat adjudicats al fisc i l'emperador Enric III va disposar dels feus de La Roche i d'Amberloup, dels quals va investir al duc Frederic de Baixa Lotaríngia, a canvi de certs béns situats a Saxònia; com a conjectura se suposa que es tractava de drets procedents de la seva segona esposa Ida.
Albert III de Namur es va casar, probablement en segones noces, amb Ida de Saxònia, la vídua del duc Frederic, mort el 1065. Ida li hauria aportat en dot el país de la Roche, el comtat de les Ardennes del nord, i l'advocacia de l'abadia de Stavelot (situada dins del comtat de les Ardennes del nord).
A partir d'aquest moment l'important castell de La Roche-en-Ardenne, va esdevenir la seu d'un comtat, que fou agregat als dominis de la casa de Namur. Albert III, comte de les Ardennes septentrionals i advocat de l'abadia de Stavelot, el va llegar al seu segon fill Enric, que es va titular comte des de 1102.
Des de 1088 es creu que Albert III de Namur havia delegat l'advocacia de Stavelot al seu fill Enric i probablement el comtat de les Ardennes del nord. Com aquest darrer comtat havia estat disminuït seriosament per l'increment de les immunitats de Stavelot i per la creació del comtat de Salm, la unió del comtat de La Roche el 1102, va esdevenir la plaça més important dels dominis d'Enric. El comtat de La Roche va abraçar així tota la part de l'antic comtat de les Ardennes de la riba dreta de l'Ourthe que no b'havia estat segregat per formar el comtat de Salm (especialment la senyoria de Houffalize), a més del mateix feu de La Roche.
El comtat de La Roche va arribar per herència a Enric el Cec, comte de Luxemburg i marquès de Namur. El 1163 va cedir els alous que posseïa a la Roche a la seva germana Alix de Namur, casada amb Balduí IV d'Hainaut, amb la disposició que havia de ser pel fill d'aquestos, el futur Balduí V d'Hainaut.